# 2 Brygada Kawalerii (Carstwo Bułgarii)
2 Brygada Kawalerii (bułg. Втора конна бригада) – bułgarski związek taktyczny okresu Trzeciego Carstwa.

## Formowanie
W grudniu 1903 podjęto decyzję o reorganizacji jednostek kawalerii. Zmiany w jej składzie zapoczątkowało sformowanie dwóch brygad, które posiadały w swoim składzie po dwa pułki kawalerii i utworzenie na bazie dywizjonu lejbgwardii pułku. Kolejnym etapem było w 1907 zwiększenie liczby pułków kawalerii do dziesięciu i powołanie do życia trzeciej brygady kawalerii. Tym sposobem Inspektoratowi Kawalerii podlegały trzy brygady, pułk lejbgwardii oraz utworzona w Sofii w 1899 Szkoła Kawalerii i stadnina w Bożuriszte.

## Struktura organizacyjna
Stan w 1907:
- dowództwo brygady – Płowdiw
- 3 pułk kawalerii – Płowdiw
- 4 pułk kawalerii – Jamboł
- 6 pułk kawalerii – Charman
- 7 pułk kawalerii – Sliwen